# Beni Rached
Beni Rached (em árabe: بنى راشد) é uma cidade e comuna localizada na província de Chlef, Argélia. Segundo o censo de 2008, a população total da cidade era de 23 449 habitantes.